# Aczit nuur
Aczit nuur (mong. Ачит нуур) – słodkowodne jezioro w zachodniej Mongolii, na granicy ajmaków uwskiego i bajanolgijskiego, w kotlinie śródgórskiej.
Jezioro o powierzchni 290 km², głębokości do 10 m, długości do 28 km i szerokości do 16 km. Leży na wysokości 1435 m n.p.m. Brzegi piaszczyste i skaliste, w większości pagórkowate. W części północno-wschodniej brzegi mają charakter podmokły. Do jeziora wpada kilka rzek.